# Список самых высоких зданий префектуры Аомори
В этом списке приведены небоскрёбы префектуры Аомори с высотой от 60 метров, основанные на стандартных измерениях высоты. Эта высота включает шпили и архитектурные детали, но не включает антенны радиовышек и башен.

## Самые высокие здания
| Рейтинг | Название                         | Фото | Высота м | Этажность | Год  | Город  | Координаты                       | Примечания |
| ------- | -------------------------------- | ---- | -------- | --------- | ---- | ------ | -------------------------------- | ---------- |
| 1       | Aomori Prefecture Tourist Center |      | 76.0     | 15        | 1986 | Аомори | 40°49′47″ с. ш. 140°44′27″ в. д. | [ 1 ]      |
| 2       | Mid-Life Tower                   |      | 65.56    | 17        | 2006 | Аомори | 40°49′39″ с. ш. 140°44′07″ в. д. | [ 2 ]      |
| 3       | Hotel Aomori                     |      | 64       | 17        | 1992 | Аомори | 40°49′30″ с. ш. 140°45′19″ в. д. | [ 3 ]      |